# Comet Halden
Ishockeyklubben Comet Halden er en norsk ishockeyklub fra Halden, der blev startet i 1961. 
Comet Halden blev startet i 1961 og spillede sine første 30 år i Sparta Amfiteater . I 1988 fik de deres egen hal og etablerede sig til sidst på det næsthøjeste niveau. I 2004 sluttede den lidt sovende tilværelse med oprykning til Eliteserien. De grønne og sorte gik entusiastisk videre med sejre over flere store hold. Den lille og lidt trætte Halden Ishall var dog et træk og blev renoveret inden sæsonen 07-08. Denne renovering skulle være klubbens grund. Sikkerhedsmangler gjorde hallen til Lukket.
Næsten 14 år senere, den 6. juni 2023, var Comets tilbage i eliteserien i norsk ishockey, tidligere Get-ligaen, efter Oslo-klubben M/S fik ikke licens til sæsonen 2023/2024 fra Norges ishockeyforbund. 

## Eksterne links
- Offisielt nettsted